# Hydropeza clarae
Hydropeza clarae är en tvåvingeart som beskrevs av Sinclair och Mclellan 2004. Hydropeza clarae ingår i släktet Hydropeza och familjen dansflugor. Inga underarter finns listade i Catalogue of Life.